# Midtsommer
Midtsommer is een toneelstuk van de Noorse schrijver Bernt Lie. Het is een komedie in drie akten. Ze werd voor het uitsluitend opgevoerd in Bergen op 7 en 9 maart 1894. Daarna verdween het voorgoed, want de interesse was toen al minimaal. Het enige waar het werk in 2012 nog bekend van is, is dat Johan Halvorsen, toen dirigent van het theaterorkest, een muzikale inleiding voor het toneelstuk schreef.
Van zowel toneelstuk als de compositie is weinig meer bekend, de laatste wordt zelfs als verloren gegaan beschouwd. 